# 新岩區域
新岩區域是属于朝鲜民主主义人民共和国咸镜北道清津市的行政區域。它位于清津市中心的东侧。

## 行政区划
新岩區域下辖10个洞。
- 觀海洞 (韓語：관해동)
- 校洞 
- 槿花洞 (韓語：근화동)
- 西興洞 (韓語：서흥동)
- 新岩洞 (韓語：신암동)
- 新津洞 (韓語：신진동)
- 恩惠洞 (韓語：은혜동)
- 天摩洞 (韓語：천마동)
- 浦頂洞 (韓語：포항동)
- 海岸洞 (韓語：해안동)

## 历史
新岩區域于1960年設立。

### 年表[1]
- 1960年10月-於咸镜北道清津市设立新岩區域，下轄槿花洞、新津洞、观海洞、西兴洞、中央洞、天摩洞、新岩洞、明星洞、校洞、东西水羅里、大西水羅里。 (9洞2里)
  - 中央洞更名为浦项洞。
- 1963年11月 - 随着清津市的升格，成为清津直轄市的新岩區域。 (9洞2里)
- 1970年7月——因清津直轄市降级，成为咸镜北道清津市新岩區域。 (9洞2里)
- 1977年11月 - 随着清津市的升格，成为清津直轄市的新岩區域。 (9洞2里)
- 1981年- 明星洞更名为海岸洞。 (9洞2里)
- 1985年7月——因清津直轄市降级，成为咸镜北道清津市新岩區域。 （10洞）
  - 東西水羅里和大西水羅里合併城恩惠洞。

## 鐵路交通
- 清津港线
  - 清津港站

## 设施
- 中华人民共和国总领事馆[2]